# Picus (mytologi)
För hackspettsläktet, se Picus

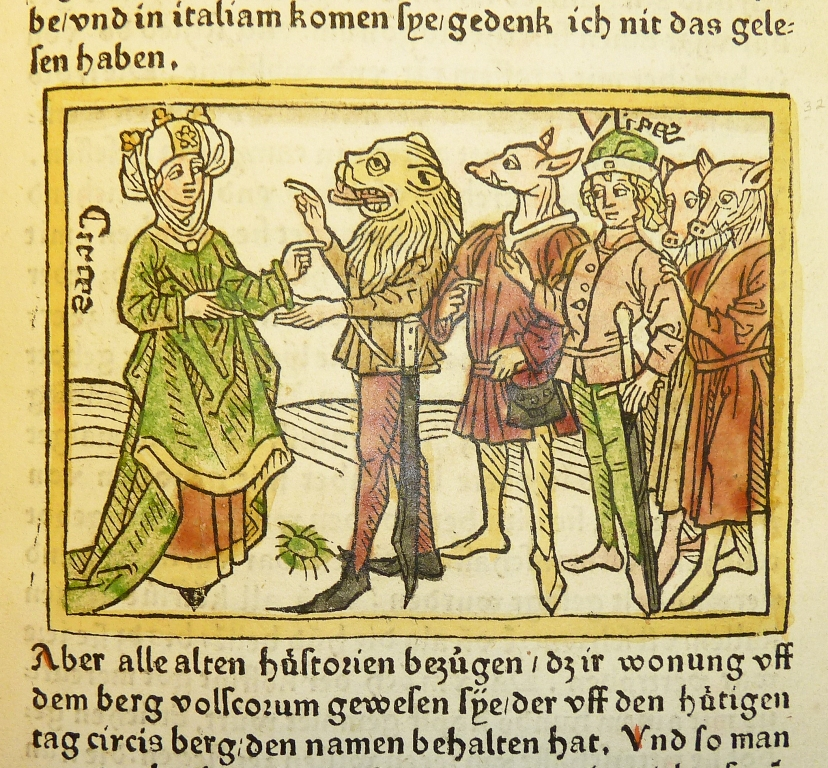
När Picus förvandlats till hackspett anklagade hans vänner Circe för brottet varpå hon förtrollade dem till olika odjur. Träsnitt från Boccaccios De mulieribus claris, cirka 1374.

Picus var i romersk mytologi son till Saturnus och den första kungen av regionen Latium. Tillsammans med sin stora kärlek, nymfen Canens fick han sonen Faunus. 
Picus beskrivs som en skicklig ryttare och augur som utifrån studiet av fåglars flykt kunde förutspå gudarnas vilja. Häxan Circe försökte förföra honom och när han avvisade henne förvandlade hon honom till en hackspett.
Ibland beskrivs Picus som son till krigsguden Mars och hackspetten kallas därför ibland för picus Martius, det vill säga Mars hackspett. Plinius skriver bland annat att näbben hos picus Martius innehöll guds styrka att avvärja olycka, och bars som amulett för att förhindra getingstick och bett av igel. Plinius verkar ha syftat på en specifik art när han omtalar picus Martius men vilken art är omdiskuterat, den kan exempelvis gälla gröngölingen men även spillkråkan. Den senare hackspettsarten gavs just det vetenskapliga namnet Picus martius av Carl von Linné, ett namn han hämtade från den romerska mytologin. Picus avbildas som augur, det vill säga med en böjd stav, men även som en ung man med en hackspett på huvudet. Picus finns bland annat omskriven i Ovidius verk Metamorfoser och även i Giovanni Boccaccios De mulieribus claris.